# Intercup 2019
La Intercup 2019 fue una competición de fútbol playa organizada por la Beach Soccer Worldwide en que participaron seleccionados nacionales y clubes de fútbol playa. Fue disputada del 16 al 21 de abril en San Petersburgo, Rusia.

## Participantes
| Equipos participantes   | Equipos participantes | Equipos participantes | Equipos participantes |
| ----------------------- | --------------------- | --------------------- | --------------------- |
| Alliance St. Petersburg | FC Delta              | Italia                | Turquía               |
| BSC Krylya Sovetov      | FC City               | BSC Kristall          | Rusia                 |

## Fase de grupos

### Grupo A
| Equipo                  | Pts. | PJ | PG | PG+ | PP | GF | GC | Dif. |
| ----------------------- | ---- | -- | -- | --- | -- | -- | -- | ---- |
| Italia                  | 9    | 3  | 3  | 0   | 0  | 21 | 5  | +16  |
| FC Delta                | 6    | 3  | 2  | 0   | 1  | 15 | 14 | +1   |
| Turquía                 | 3    | 3  | 1  | 0   | 2  | 12 | 19 | -7   |
| Alliance St. Petersburg | 0    | 3  | 0  | 0   | 3  | 10 | 20 | -10  |

| Fecha               | Lugar           |                          |                    | Resultado |                    |                          |
| ------------------- | --------------- | ------------------------ | ------------------ | --------- | ------------------ | ------------------------ |
| 17 de abril de 2019 | San Petersburgo | Italia                   | Bandera de Italia  | 7:2       | Bandera de Rusia   | Alliance St. Petersburgo |
| 17 de abril de 2019 | San Petersburgo | FC Delta                 | Bandera de Rusia   | 6:5       | Bandera de Turquía | Turquía                  |
| 18 de abril de 2019 | San Petersburgo | Alliance St. Petersburgo | Bandera de Rusia   | 5:8       | Bandera de Rusia   | FC Delta                 |
| 18 de abril de 2019 | San Petersburgo | Turquía                  | Bandera de Turquía | 2:10      | Bandera de Italia  | Italia                   |
| 19 de abril de 2019 | San Petersburgo | Turquía                  | Bandera de Turquía | 5:3       | Bandera de Rusia   | Alliance St. Petersburgo |
| 19 de abril de 2019 | San Petersburgo | Italia                   | Bandera de Italia  | 4:1       | Bandera de Rusia   | FC Delta                 |

### Grupo B
| Equipo         | Pts. | PJ | PG | PG+ | PP | GF | GC | Dif. |
| -------------- | ---- | -- | -- | --- | -- | -- | -- | ---- |
| Rusia          | 9    | 3  | 3  | 0   | 0  | 13 | 5  | +8   |
| BSC Kristall   | 6    | 3  | 2  | 0   | 1  | 22 | 5  | +17  |
| Krylya Sovetov | 2    | 3  | 0  | 1   | 2  | 7  | 19 | -12  |
| FC City        | 0    | 3  | 0  | 0   | 3  | 6  | 19 | -13  |

| Fecha               | Lugar           |                |                  | Resultado  |                  |                |
| ------------------- | --------------- | -------------- | ---------------- | ---------- | ---------------- | -------------- |
| 17 de abril de 2019 | San Petersburgo | Rusia          | Bandera de Rusia | 4:2        | Bandera de Rusia | BSC Kristall   |
| 17 de abril de 2019 | San Petersburgo | FC City        | Bandera de Rusia | 4:5 (pró.) | Bandera de Rusia | Krylya Sovetov |
| 18 de abril de 2019 | San Petersburgo | Krylya Sovetov | Bandera de Rusia | 2:5        | Bandera de Rusia | Rusia          |
| 18 de abril de 2019 | San Petersburgo | BSC Kristall   | Bandera de Rusia | 10:1       | Bandera de Rusia | FC City        |
| 19 de abril de 2019 | San Petersburgo | Krylya Sovetov | Bandera de Rusia | 0:10       | Bandera de Rusia | BSC Kristall   |
| 19 de abril de 2019 | San Petersburgo | Rusia          | Bandera de Rusia | 4:1        | Bandera de Rusia | FC City        |

## Fase final

### Semifinales del quinto lugar
| Fecha               | Lugar           |         |                    | Resultado |                  |                          |
| ------------------- | --------------- | ------- | ------------------ | --------- | ---------------- | ------------------------ |
| 20 de abril de 2019 | San Petersburgo | FC City | Bandera de Rusia   | 3:2       | Bandera de Rusia | Alliance St. Petersburgo |
| 20 de abril de 2019 | San Petersburgo | Turquía | Bandera de Turquía | 0:7       | Bandera de Rusia | Ktylya Sovetov           |

### Semifinales
| Fecha               | Lugar           |        |                   | Resultado |                  |              |
| ------------------- | --------------- | ------ | ----------------- | --------- | ---------------- | ------------ |
| 20 de abril de 2019 | San Petersburgo | Italia | Bandera de Italia | 6:7       | Bandera de Rusia | BSC Kristall |
| 20 de abril de 2019 | San Petersburgo | Rusia  | Bandera de Rusia  | 7:6       | Bandera de Rusia | FC Delta     |

### Disputa del séptimo lugar
| Fecha               | Lugar           |         |                    | Resultado |                  |                          |
| ------------------- | --------------- | ------- | ------------------ | --------- | ---------------- | ------------------------ |
| 21 de abril de 2019 | San Petersburgo | Turquía | Bandera de Turquía | 6:5       | Bandera de Rusia | Alliance St. Petersburgo |

### Disputa del quinto lugar
| Fecha               | Lugar           |                |                  | Resultado |                  |         |
| ------------------- | --------------- | -------------- | ---------------- | --------- | ---------------- | ------- |
| 21 de abril de 2019 | San Petersburgo | Krylya Sovetov | Bandera de Rusia | 1:3       | Bandera de Rusia | FC City |

### Disputa del tercer lugar
| Fecha               | Lugar           |        |                   | Resultado |                  |          |
| ------------------- | --------------- | ------ | ----------------- | --------- | ---------------- | -------- |
| 21 de abril de 2019 | San Petersburgo | Italia | Bandera de Italia | 5:3       | Bandera de Rusia | FC Delta |

### Final
| Fecha               | Lugar           |              |                  | Resultado |                  |       |
| ------------------- | --------------- | ------------ | ---------------- | --------- | ---------------- | ----- |
| 21 de abril de 2019 | San Petersburgo | BSC Kristall | Bandera de Rusia | 6:7       | Bandera de Rusia | Rusia |

| Bandera de Rusia |
| Campeón Rusia    |
| 1.° título       |

## Clasificación final
| # | País                     |
| - | ------------------------ |
| 1 | Rusia                    |
| 2 | BSC Krystall             |
| 3 | Italia                   |
| 4 | FC Delta                 |
| 5 | FC City                  |
| 6 | Krylya Sovetov           |
| 7 | Turquía                  |
| 8 | Alliance St. Petersburgo |